# Меселі
Меселі́ (рос. Месели, башк. Мәҫәле) — село у складі Аургазинського району Башкортостану, Росія. Адміністративний центр Меселинської сільської ради.
Населення — 592 особи (2010; 618 в 2002).
Національний склад:
- чуваші — 93%